# Paddy Pimblett
Patrick Pimblett, detto Paddy (Huyton, 3 gennaio 1995), è un artista marziale misto inglese.
Professionista dal 2012, combatte per la federazione statunitense UFC nella divisione dei pesi leggeri. Tra il 2016 e il 2017 è stato campione del mondo dei pesi piuma per la federazione britannica Cage Warriors.

## Biografia
Nato a Huyton, distretto della città di Liverpool, entra in contatto con le arti marziali miste all'età di 15 anni, grazie ad UFC 103.
È tifoso del Liverpool Football Club.

## Carriera nelle arti marziali miste

### Cage Warriors
Il 16 ottobre 2012, ad appena 17 anni, fa il suo debutto come professionista, vincendo per TKO al primo round contro Nathan Thompson in un incontro locale. Dopo altre due vittorie, ottiene un contratto con la federazione britannica Cage Warriors.
Il 6 luglio 2013 esordisce quindi contro Florian Calin, vincendo per decisione unanime al termine del quinto round. Nel 2016 vince il titolo di campione dei pesi piuma contro Johnny Frachey per TKO. Dopo aver difeso la cintura dall'assalto di Julian Erosa, nel 2017 perde la corona in favore di Nad Narimani.
Tra il 2018 e il 2021 ottiene tre vittorie e una sconfitta, quest'ultima contro Søren Bak, in un incontro valido per il titolo di campione dei pesi leggeri.

### Ultimate Fighting Championship
Il 28 luglio 2021 firma un contratto con la federazione statunitense UFC. Debutta il 21 settembre seguente, battendo Luigi Vendramini per KO ad UFC Fight Night 191. La prestazione offerta gli consente di vincere, inoltre, il premio di Performance of the Night.
Il 19 marzo 2022 vince per sottomissione, al primo round, contro Rodrigo Vargas ad UFC Fight Night 204, ottenendo ancora il premio di Performance of the Night. Tre mesi dopo sconfigge, sempre per sottomissione, Jordan Leavitt ad UFC Fight Night 208. In tale occasione, ottiene il suo terzo premio consecutivo di Performance of the Night.
Torna sul ring il 16 dicembre 2023, sconfiggendo Tony Ferguson ad UFC 296.

## Risultati nelle arti marziali miste
| Risultato | Record | Avversario        | Metodo                                | Evento                     | Data              | Round | Tempo | Città                   | Note                                                       |
| --------- | ------ | ----------------- | ------------------------------------- | -------------------------- | ----------------- | ----- | ----- | ----------------------- | ---------------------------------------------------------- |
| Vittoria  | 23-3   | Micheal Chandler  | TKO (Pugni)                           | UFC 314                    | 12 aprile 2025    | 3     | 3:07  | Miami, Stati Uniti      | Performance of the Night                                   |
| Vittoria  | 22-3   | Bobby Green       | Sottomissione (triangle choke)        | UFC 304                    | 28 luglio 2024    | 1     | 3:22  | Manchester,Inghilterra  | Performance of the Night                                   |
| Vittoria  | 21-3   | Tony Ferguson     | Decisione (unanime)                   | UFC 296                    | 16 dicembre 2023  | 3     | 5:00  | Las Vegas, Stati Uniti  |                                                            |
| Vittoria  | 20-3   | Jared Gordon      | Decisione (unanime)                   | UFC 282                    | 10 dicembre 2022  | 3     | 5:00  | Las Vegas, Stati Uniti  |                                                            |
| Vittoria  | 19-3   | Jordan Leavitt    | Sottomissione (rear-naked choke)      | UFC Fight Night 208        | 23 luglio 2022    | 2     | 2:46  | Londra, Inghilterra     | Performance of the Night                                   |
| Vittoria  | 18-3   | Rodrigo Vargas    | Sottomissione (rear-naked choke)      | UFC Fight Night 204        | 19 marzo 2022     | 1     | 3:50  | Londra, Inghilterra     | Performance of the Night                                   |
| Vittoria  | 17-3   | Luigi Vendramini  | KO (pugni)                            | UFC Fight Night 191        | 4 settembre 2021  | 1     | 4:25  | Las Vegas, Stati Uniti  | Debutto in UFC; Performance of the Night                   |
| Vittoria  | 16-3   | Davide Martinez   | Sottomissione (rear-naked choke)      | Cage Warriors 122          | 20 marzo 2021     | 1     | 1:37  | Londra, Inghilterra     |                                                            |
| Vittoria  | 15-3   | Decky Dalton      | KO tecnico (pugni)                    | Cage Warriors 113          | 20 marzo 2020     | 1     | 2:51  | Manchester, Inghilterra |                                                            |
| Sconfitta | 14-3   | Søren Bak         | Decisione (unanime)                   | Cage Warriors 96           | 1 settembre 2018  | 5     | 5:00  | Liverpool, Inghilterra  | Per il titolo Cage Warriors dei pesi leggeri               |
| Vittoria  | 14-2   | Alexis Savvidis   | Sottomissione (flying triangle choke) | Cage Warriors 90           | 24 febbraio 2018  | 2     | 0:53  | Liverpool, Inghilterra  | Debutto nei pesi leggeri                                   |
| Sconfitta | 13-2   | Nad Narimani      | Decisione (unanime)                   | Cage Warriors 82           | 1 aprile 2017     | 5     | 5:00  | Liverpool, Inghilterra  | Perde il titolo Cage Warriors di campione dei pesi piuma   |
| Vittoria  | 13-1   | Julian Erosa      | Decisione (unanime)                   | Cage Warriors Unplugged    | 12 novembre 2016  | 5     | 5:00  | Londra, Inghilterra     | Difende il titolo Cage Warriors di campione dei pesi piuma |
| Vittoria  | 12-1   | Johnny Frachey    | KO tecnico (pugni)                    | Cage Warriors 78           | 10 settembre 2016 | 1     | 1:35  | Liverpool, Inghilterra  | Vince il titolo Cage Warriors di campione dei pesi piuma   |
| Vittoria  | 11-1   | Teddy Violet      | Sottomissione (rear-naked choke)      | Cage Warriors 77           | 8 luglio 2016     | 2     | 2:28  | Londra, Inghilterra     |                                                            |
| Vittoria  | 10-1   | Ashleigh Grimshaw | Decisione (unanime)                   | Cage Warriors 75           | 15 aprile 2016    | 3     | 5:00  | Londra, Inghilterra     |                                                            |
| Vittoria  | 9-1    | Miguel Haro       | Sottomissione (rear-naked choke)      | Full Contact Contender 13  | 20 giugno 2015    | 1     | 4:46  | Manchester, Inghilterra |                                                            |
| Vittoria  | 8-1    | Kevin Petshi      | Sottomissione (rear-naked choke)      | Full Contact Contender 12  | 28 marzo 2015     | 2     | 1:56  | Manchester, Inghilterra |                                                            |
| Vittoria  | 7-1    | Stephen Martin    | TKO (stop medico)                     | Cage Warriors 73           | 1 novembre 2014   | 1     | 5:00  | Newcastle, Inghilterra  | Debutto nei pesi piuma                                     |
| Vittoria  | 6-1    | Conrad Hayes      | Sottomissione (triangle armbar)       | Cage Warriors 68           | 3 maggio 2014     | 1     | 3:17  | Liverpool, Inghilterra  | Catchweight a 64.27 kg perché Pimblett mancò il peso       |
| Vittoria  | 5-1    | Martin Sheridan   | Decisione (unanime)                   | Cage Warriors 65           | 1 marzo 2014      | 3     | 5:00  | Dublino, Irlanda        | Catchweight a 62.05 kg perché Pimblett mancò il peso       |
| Sconfitta | 4-1    | Cameron Else      | Sottomissione (anaconda choke)        | Cage Warriors 60           | 5 ottobre 2013    | 1     | 0:35  | Londra, Inghilterra     |                                                            |
| Vittoria  | 4-0    | Florian Calin     | Decisione (unanime)                   | Cage Warriors 56           | 6 luglio 2013     | 3     | 5:00  | Londra, Inghilterra     | Debutto in Cage Warriors                                   |
| Vittoria  | 3-0    | Jack Drabble      | KO tecnico (pugni)                    | OMMAC 17                   | 1 giugno 2013     | 1     | 0:21  | Londra, Inghilterra     |                                                            |
| Vittoria  | 2-0    | Dougie Scott      | Sottomissione (flying triangle choke) | Cage Contender Fight Stars | 1 dicembre 2012   | 1     | 2:09  | Liverpool, Inghilterra  |                                                            |
| Vittoria  | 1-0    | Nathan Thompson   | KO tecnico (pugni)                    | OMMAC 15                   | 16 ottobre 2012   | 1     | 1:51  | Liverpool, Inghilterra  | Debutto nei pesi gallo                                     |